# Торпедо-Вікторія
 Футбольний клуб «Торпедо-Вікторія» Нижній Новгород або просто «Торпедо-Вікторія» (рос. Футбольный клуб «Носта» Новотроицк) — російський футбольний клуб з міста Нижній Новгород Нижньогородської області.

## Хронологія назв
- 1932 — 1935 — ГАЗ
- 1936 — Автозавод ім. Молотова
- 1937 — 1962, 1972, 1989, 1995 — Торпедо
- 1962 — Чайка
- 1996 — Торпедо або Торпедо-Вікторія  (див. нижче)
- 1997 — 2003 — Торпедо-Вікторія

## Історія
Вперше клуб взяв участь у всесоюзній першості в 1936 році, в весняному турнірі в групі «Г» (4-му за силою дивізіоні), де посів останнє місце з 5-ти команд, програвши всі 4 матчі. Наступного року також грав в групі «Г», ставши 10-м з 12-ти. У 1939-1940 роках грав у групі «Б», обидва рази фінішував у середині таблиці. Після війни виступав у всесоюзних першостях з 1945 по 1962 рік включно, в основному в нижчих лігах (другий і третій за силою дивізіони), обидва сезону у вищій лізі (1951, 1954) завершилися вильотом клубу. У 1963 році клуби «Торпедо» й «Ракета» (Сормово; у 1958-1961 роках представляла Горький; також іменувалася «Суднобудівник», «Авангард», команда міста Горького) Були об'єднані, новостворений клуб отримав назву «Волга». Наступна згадка про «Торпедо» зустрічається тільки в 1972 році, коли клуб зайняв 3-е місце в першості Горьківської області, а потім у 1989 році, коли торпедовці стали другими в цьому ж турнірі. У 1995 році «Торпедо» виграло чемпіонат Нижньогородської області, наступного року повторило цей успіх. У джерелах існують різночитання про те, як називався клуб у 1996 році — «Торпедо» або «Торпедо-Вікторія». Даних про події, пов'язані з клубом, між 1963 і 1972, 1972 і 1989  та між 1989 і 1995 роками — нема, але, мабуть, як мінімум до деяких з цих періодів клуб функціонував, виступаючи в чемпіонаті області. У 1997 році клуб зайняв 4-е місце в 4-й зоні третьої ліги, а наступного року переміг у другому дивізіоні в зоні «Поволжя». У сезоні 1999 року зайняв 19-е місце з 22-х команд у першому дивізіоні і повернувся назад у другий, де провів два сезони, у другому з яких знявся після першого кола й залишився передостаннім в підсумковій таблиці. У сезоні 2002 року клуб міг би зіграти в ЛФЛ-Приволжжя, але був знятий зі змагань. У 2003 році клуб виступав у першості Нижньогородської області (у вищій лізі), де зайняв 6-е місце. Після останнього сезону клуб розформовано.

## Досягнення
- Другий дивізіон, зона «Поволжя»
  -  Чемпіон (1): 1998

- Кубок ВЦСПС
  -  Володар (1): 1936

- Чемпіонат Нижньогородської області
  -  Чемпіон (2): 1995, 1996

## Відомі гравці
- Сергій Білоус
- Захар Дубенський
- Слава Метревелі
- Олексій Пєплов
- Сергій Уланов
- Віктор Успенський
- Антон Хазов